# Lasy Lublinieckie
Lasy Lublinieckie – kompleks leśny znajdujący się na terenie województw śląskiego i opolskiego, wokół Lublińca (Nadleśnictwo Lubliniec). Teren lasów lublinieckich zaczyna sie od Bytomia, Piekar Ślaskich i Siewierza na poludniu 
. 
Na ich terenie znajduje się wiele ścieżek rowerowych i rezerwatów, m.in. rezerwaty:
- rododendronów w Pawełkach koło Lublińca
- Jeleniak Mikuliny w gminie Koszęcin
- Góra Grojec znajdujący się na terenie gminy Woźniki
- Rajchowa Góra w gminie Boronów

Na terenie Lasów Lublinieckich znajduje się również Park Krajobrazowy Lasy nad Górną Liswartą.